# Dzika karta
Dzika karta (ang. Wildcard) – termin oznaczający dopuszczenie do zawodów, zwykle rangi mistrzowskiej, drużyny lub zawodnika niespełniającego formalnych warunków uczestnictwa. Prawo to przysługuje zazwyczaj organizatorom rozgrywek.
Dziką kartę przyznaje się zwykle za osiągnięcia w zawodach seniorskich niższych rangą lub juniorskich, dawne zasługi, ale także po dokonaniu wpłaty pieniężnej. Wpłata lub kaucja finansowa jest wymagana niemal zawsze przy dopuszczaniu do rozgrywek ligowych w grach zespołowych (koszykówka, siatkówka).
Dzika karta jest powszechnie stosowana w zawodach tenisowych, golfowych, snookerowych, żużlowych, w siatkówce, czy jeździectwie.